# Grethe Kausland
Grethe Kausland, nacida Grethe Nilsen, (Horten, Vestfold, 3 de julio de 1947- Oslo, 16 de noviembre de 2007) fue una cantante y actriz noruega.
Fue una de las estrellas infantiles más populares de Noruega. Su primer sencillo “Teddyen min” de 1955, vendió más de 100.000 discos. También participó en varias películas, tanto como actriz infantil como en edad adulta.
Kausland representó a Noruega en el Festival de la Canción de Eurovisión 1972 formando dúo con  Benny Borg, que interpretaron el tema "Småting". El Festival se celebró el 25 de marzo en Edimburgo, donde alcanzaron la 14.ª posición.
A partir de 1973 cantó en el grupo Dizzie Tunes. En 1978 fue premiada con el "Spellemannprisen" 1978 por su álbum A Taste of Grethe Kausland.
Murió en 2007 víctima de un cáncer de pulmón.

## Discografía
- 1955: "Teddyen min"/"Cowboyhelten"
- 1956: "Den lille kjøkkenskriver"/"Jeg vil gifte meg med pappa" (con Frank Robert)
- 1956: "Maria Fly-fly"/"Eventyrswing"
- 1956: "Grethemor"/"Dukkestuen"
- 1956: "Til Nisseland"/"Ding-dong"
- 1957: "Min lille mandolin"/"Kjære lille vov-vov"
- 1957: "Hipp Hurra!"/"Lolly Poll"
- 1958: "Lillesøster"/"Musefest i kjelleren"
- 1959: "På tivoli"/"Pappas lille pike"
- 1960: "Souvenirs"/"Conny"
- 1960: "Det finns millioner"/"Europa Non Stop"
- 1963: "Gullregnen"/"Ønskedrømmen"
- 1964: "Hjerte"/"Hvis jeg var gutt"

### Álbumes
- Grethe gjennom 10 år (Columbia, 1964)
- A Taste of Grethe Kausland (Troll, 1978)
- Grethe synger Lille Grethe (Troll, 1979)
- Stay With Me (Troll, 1984)
- Jazzway to Norway (1991) (con varios artistas)

## Filmografía
- Smuglere i smoking (1957)
- Selv om de er små (1957)
- Far til fire og onkel Sofus (1957)
- Far til fire og ulveungerne (1958)
- Ugler i mosen (1959)
- To på topp (1965)
- Tut og kjør (1975)
- Vi spillopper (1979)
- Over stork og stein (Stork Staring Mad, 1994)
- Solan, Ludvig og Gurin med reverompa (1998) (voz)

## Series de televisión
- D'ække bare, bare Bernt (1996)
- Karl & Co (1997-2000)
- Jul i Blåfjell (1999)
- Jul på månetoppen (2002)
- Brødrene Dal og mysteriet med Karl XIIs gamasjer (2005)
- Hos Martin (2005)